# Сонково
Сонково (рус. Сонково) насељено је место са административним статусом варошице (рус. посёлок городского типа) у европском делу Руске Федерације и административни центар Сонковског рејона смештеног на крајњем истоку Тверске области.
Према проценама националне статистичке службе, у вароши су 2013. живело 4.124 становника.

## Географија
Варошица се налази на крајњем истоку Тверске области, свега неколико километара западније од границе са Јарославском облашћу, на око 127 км североисточно од града Твера. Само насеље лежи у ободном делу Горњоволшке низије, а неколико километара западније од насеља почиње подручје благо заталасаног моренског Бежечког врха. Насеље лежи на обалама речице Каменке, притоке реке Сит, на надморској висини од 170 до 180 метара.
Најближа већа насеља су градови Бежецк (28 км западније) и Красни Холм (31 км северније), те варошица Кесова Гора (24 км јужније).

## Историја
Насеље је формирано 1870. године као раднички камп запослених на градњи железнице која је повезивала градове Бологоје и Рибинск. По оснивању било је познато под именом Савелино. Насеље је 1903. преименовано на садашњи назив Сонково, а 1924. постаје парохијским центром. Године 1927. добија статус радничке варошице, а по оснивању Сонковског рејона 1929. добија административни статус рејонског центра.
Крајем XIX и почетком XX века Сонково се развијало као важан транзитни и трговачки центар. Током Другог светског рата преко Сонковске железничке станице превозиле су се избеглице из окупираних делова земље на слободну територију са једне и вршило се снабдевање совјетских војника са друге стране. На самом почетку рата варошица је јако страдала у немачким бомбардовањима.
Статус радничке варошице из 1927. је преиначен у статус варошице 2005. године.
Варошица је 2010. обележила јубилеј, 140 година од оснивања.

## Демографија
Према подацима са пописа становништва 2010. у вароши је живело 4.007 становника, док је према проценама за 2013. ту живело 4.124 становника.
| 1959. | 1970. | 1979. | 1989. | 2002. | 2010. | 2014. |
| ----- | ----- | ----- | ----- | ----- | ----- | ----- |
| 4.937 | 4.843 | 5.048 | 5.988 | 4.577 | 4.007 | 4.124 |